# Comissariado do Povo de Finanças
O Comissariado do Povo de Finanças (em russo: Народный комиссариат финансов), também denominado Comissariado Popular de Finanças, Comissariado Popular de Economia ou, abreviadamente, Narkomfin foi um departamento do governo da República Socialista Federativa Soviética da Rússia (RSFSR) desde 1917 e da União Soviética desde 1922.
O Comissário do Narkomfin tinha, como tal, um lugar no Sovnarkom. O primeiro Comissário, Ivan Skvortsov-Stepanov, foi nomeado em 1917. Em 1921, durante a direção de Nikolai Krestinski e cumprindo com a Nova Política Económica (NEP) promulgada por Lenin, o Narkomfin passou a ser responsável pelo Gosbank, o banco estatal da RSFSR e depois de toda a URSS. 
As seguintes pessoas foram nomeadas Comissárias do Narkomfin:
- Ivan Skvortsov-Stepanov (8 de novembro de 1917 - 2 de fevereiro de 1918)
- Viacheslav Menzhinski (2 de fevereiro de 1918 - março de 1918)
- Isidor Gukovski (março de 1918 - 16 de agosto de 1918)
- Nikolai Krestinski (16 de agosto de 1918 - outubro de 1922)
- triunvirato encabeçado por Ievguêni Preobrajenski, com Grigori Sokolnikov e A.M. Krasnoshchekov (1922 - 1922)
- Grigori Sokolnikov (1922 - 1926)
- Nikolai Briukhanov (1926 - 1930)
- Grigori Grinko (1930 - 1937)
- Vlas Tchubar (1937 - 1938)
- Arseni Zverev (1938 - 1946)